# Liste der Biografien/Boum
Liste der Biografien |
Portal Biografien |
Personensuche
# |
A |
B |
C |
D |
E |
F |
G |
H |
I |
J |
K |
L |
M |
N |
O |
P |
Q |
R |
S |
T |
U |
V |
W |
X |
Y |
Z |
?
 
Ba |
Be |
Bd |
Bg |
Bh |
Bi |
Bj |
Bl |
Bm |
Bn |
Bo |
Br |
Bs |
Bu |
Bw |
By |
Bz
 
Boa–Boc |
Bod |
Boe |
Bof |
Bog |
Boh |
Boi–Bok |
Bol |
Bom |
Bon |
Boo |
Bop |
Boq |
Bor |
Bos |
Bot |
Bou |
Bov–Boz
 
Boua |
Boub |
Bouc |
Boud |
Boue |
Bouf |
Boug |
Bouh |
Boui |
Bouj |
Bouk |
Boul |
Boum |
Boun |
Boup |
Bouq |
Bour |
Bous |
Bout |
Bouu |
Bouv |
Bouw |
Boux |
Bouy |
Bouz
Die Liste der Biografien führt alle Personen auf, die in der deutschsprachigen Wikipedia einen Artikel haben. Dieses ist eine Teilliste mit 43 Einträgen von Personen, deren Namen mit den Buchstaben „Boum“ beginnt.

## Boum
- Boum, Hemley (* 1973), kamerunische Schriftstellerin
- Boum, Josef (1989–2024), kamerunischer Fußballspieler
- Boum, Souley (* 1999), US-amerikanischer Basketballspieler

### Bouma
- Bouma, Andrea (* 1999), niederländische Sprinterin
- Bouma, Annemieke (* 1956), niederländische Hochspringerin
- Bouma, Arnold H. (1932–2011), niederländischer Geologe
- Bouma, Gellius Faber de († 1564), friesischer Pfarrer und Reformator
- Bouma, Lance (* 1990), kanadischer Eishockeyspieler
- Bouma, Thijs (* 1992), niederländischer Fußballspieler
- Bouma, Wilfred (* 1978), niederländischer Fußballspieler
- Boumah, Augustin (1927–2015), gabunischer Politiker
- Boumal, Olivier (* 1989), kamerunischer Fußballspieler
- Boumal, Petrus (* 1993), kamerunischer Fußballspieler
- Bouman, Cornelia (1903–1998), niederländische Tennisspielerin
- Bouman, Hermannus (1789–1864), niederländischer reformierter Theologe und Orientalist
- Bouman, Jan (1706–1776), niederländischer Baumeister
- Bouman, Jan (* 1938), niederländischer Fußballspieler
- Bouman, Johan (1918–1998), niederländischer evangelischer Theologe
- Bouman, Katie (* 1989), US-amerikanische Informatikerin und Assistenzprofessorin am California Institute of Technology
- Bouman, Mark (* 1968), britischer Kostümbildner
- Bouman, Paul (1918–2019), US-amerikanischer Kirchenmusiker und Komponist
- Bouman, Piet (1892–1980), niederländischer Fußballspieler
- Bouman, Sjabbe (1915–2008), niederländischer Mittelstreckenläufer
- Bouman, Tara (* 1970), niederländische Klarinettistin
- Bouman, Tom, US-amerikanischer Autor, Lektor und Musiker
- Boumann, Georg Friedrich von (* 1737), deutscher Architekt und Baumeister, preußischer Offizier
- Boumann, Ludwig (1801–1871), deutscher "ästhetischer Schriftsteller"
- Boumann, Michael Philipp (1747–1803), deutscher Architekt und Baumeister in Preußen
- Boumazoughe, Saïd (* 1987), belgischer Film-, Theater- und Fernsehschauspieler

### Boume
- Boumediene, Lakhdar (* 1966), algerischer Gefangener in Guantánamo
- Boumedienne, Houari (1932–1978), algerischer StaatschefHouari Boumedienne (1932–1978)

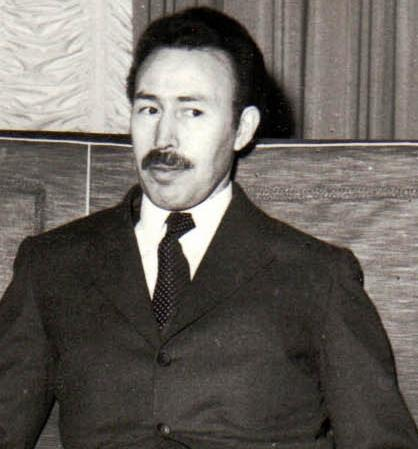
Houari Boumedienne (1932–1978)

- Boumedienne, Josef (* 1978), finnisch-schwedischer Eishockeyspieler
- Boumedine, Shaïn (* 1996), französischer Filmschauspieler
- Boumeester, Anna (1769–1847), niederländische Buchhändlerin
- Boumeester, Christine (1904–1971), niederländische Kunstmalerin
- Boumelaha, Loan (* 1989), algerisch-französischer Fußballspieler
- Boumendjel, Ali (1919–1957), algerischer Rechtsanwalt und politischer Aktivist

### Boumk
- Boumkwo, Jolien (* 1993), belgische Leichtathletin

### Boumn
- Boumnijel, Ali (* 1966), tunesischer Fußballtorhüter

### Boumo
- Boumon, Marcel (1919–1998), belgischer Radrennfahrer

### Boumr
- Boumrar, Lilia (* 1988), algerische Fußballspielerin

### Boums
- Boumsong, Jean-Alain (* 1979), kamerunisch-französischer Fußballspieler

### Boumt
- Boumtje-Boumtje, Ruben (* 1978), kamerunischer Basketballspieler